# 水酸化マグネシウム
水酸化マグネシウム（すいさんかマグネシウム Magnesium hydroxide）は化学式 Mg(OH)2、式量 58.32、密度が水の2.36倍のマグネシウムの水酸化物。天然鉱物としては水滑石（ブルース石、en:Brucite）として産出する。

## 性質
マグネシウム塩の水溶液に炭酸塩を含まない水酸化ナトリウムなど塩基水溶液を反応させると無色のコロイド状沈殿として析出する。
{\displaystyle {\ce {Mg^{2+}(aq)\ + 2 OH^-(aq) -> Mg(OH)2(s)}}}
常温常圧で白色の固体でゲル状。オートクレーブ中でマグネシウム塩を含む塩基性水溶液を加圧下220℃程度に熱すると凝集して、六方晶系の結晶が得られる。
水酸化マグネシウムの溶解度積は以下の通りであり、飽和水溶液はpH=10.5程度の弱い塩基性を示す。
{\displaystyle {\ce {Mg(OH)2(s)\ \rightleftarrows \ {Mg^{2+}(aq)}+2OH^{-}(aq)\ ,}}} {\displaystyle K_{\mbox{sp}}=1.2\times 10^{-11}}
空気中では湿気の存在の下二酸化炭素を吸収して塩基性炭酸マグネシウムを生成する。
{\displaystyle {\ce {{2Mg(OH)2}+CO2->MgCO3{\cdot }{Mg(OH)2}+H2O}}}
水酸化マグネシウムを酸で中和したものであるマグネシウム塩水溶液は極僅かに加水分解するが、BTBなどの指示薬に対してもほとんど中性である。その酸解離定数は以下の通りである。
{\displaystyle {\ce {{Mg^{2+}(aq)}+H_{2}O(l)\ \rightleftarrows \ {H^{+}(aq)}+MgOH^{+}(aq)}}}, pKa　　　{\displaystyle =11.4}
従って水酸化マグネシウムの第二段階塩基解離定数は以下のようになる。他のアルカリ土類金属（Ca,Sr,Ba）の水酸化物より塩基性は弱いが、水酸化鉄(II)、水酸化銅(II)などよりは強い塩基である。
{\displaystyle {\ce {{MgOH^{+}(aq)}\ \rightleftarrows \ {Mg^{2+}(aq)}+OH^{-}(aq)\ ,}}} {\displaystyle {\mbox{p}}K_{b2}=2.6\,}
水酸化マグネシウムの固体を加熱すると分解が始まり350℃で水蒸気の解離圧が1気圧となり、赤熱すると酸化マグネシウムとなる。
{\displaystyle {\ce {Mg(OH)2 -> {MgO}+ H2O}}}
酸・アンモニウム塩の溶液に可溶、水には難溶、濃アルカリには不溶。
{\displaystyle {\ce {{Mg(OH)2(s)}+2H^{+}(aq)->{Mg^{2+}(aq)}+2H2O(l)}}}
{\displaystyle {\ce {{Mg(OH)2(s)}+2NH4^{+}(aq)\ \rightleftarrows \ {Mg^{2+}(aq)}+{2NH3(aq)}+2H2O(l)}}}
水酸化マグネシウムの緩下作用は、便秘薬として使われている。酸には溶けることから、く溶性マグネシウム肥料として用いられる。その他、無機凝結剤として廃水の浄化に使われることがある。